# Corxet Lie de camps vectorials

Un troç del camp vectorial (sin y, sin x)

En el camp matemàtic de la topologia diferencial, el corxet Lie de camps vectorials, també conegut com a corxet de Jacobi – Lie o commutador de camps vectorials, és un operador que assigna a dos camps vectorials X i Y qualsevol d'una varietat llisa M un tercer camp vectorial denotat per [X, Y].
Conceptualment, el corxet de Lie [X, Y] és la derivada de Y al llarg del flux generat per X, i de vegades es denota {\displaystyle {\mathcal {L}}_{X}Y} ("Derivada de Y al llarg de X"). Això es generalitza a la derivada de Lie de qualsevol camp tensor al llarg del flux generat per X.
El corxet de Lie és una operació R - bilineal i converteix el conjunt de tots els camps vectorials suaus de la varietat M en una àlgebra de Lie (de dimensions infinites).
El corxet de Lie té un paper important en la geometria diferencial i la topologia diferencial, per exemple en el teorema d'integrabilitat de Frobenius, i també és fonamental en la teoria geomètrica dels sistemes de control no lineals.
Hi ha tres enfocaments conceptualment diferents però equivalents per definir el corxet Lie:
Cada camp vectorial suau {\displaystyle X:M\rightarrow TM} en una varietat M es pot considerar com un operador diferencial que actua sobre funcions suaus {\displaystyle f(p)} (on {\displaystyle p\in M} i {\displaystyle f} de classe {\displaystyle C^{\infty }(M)}) quan definim {\displaystyle X(f)} ser una altra funció el valor de la qual en un punt {\displaystyle p} és la derivada direccional de f en p en la direcció X (p). D'aquesta manera, cada camp vectorial llis X esdevé una derivació sobre C∞(M). A més, qualsevol derivació sobre C∞(M) sorgeix d'un camp vectorial suau únic X.
En general, el commutador {\displaystyle \delta _{1}\circ \delta _{2}-\delta _{2}\circ \delta _{1}} de dues derivacions qualsevol {\displaystyle \delta _{1}} i {\displaystyle \delta _{2}} és de nou una derivació, on {\displaystyle \circ } indica la composició dels operadors. Això es pot utilitzar per definir el parèntesi de Lie com el camp vectorial corresponent a la derivació del commutador:
{\displaystyle [X,Y](f)=X(Y(f))-Y(X(f))\;\;{\text{ per tot }}f\in C^{\infty }(M).}